# NGC 1486
NGC 1486 is een balkspiraalstelsel in het sterrenbeeld Eridanus. Het hemelobject werd in 1886 ontdekt door de Amerikaanse astronoom Francis Preserved Leavenworth.

## Synoniemen
- PGC 14132
- ESO 549-37
- MCG -4-10-8